# District de Kamikawa (Ishikari)

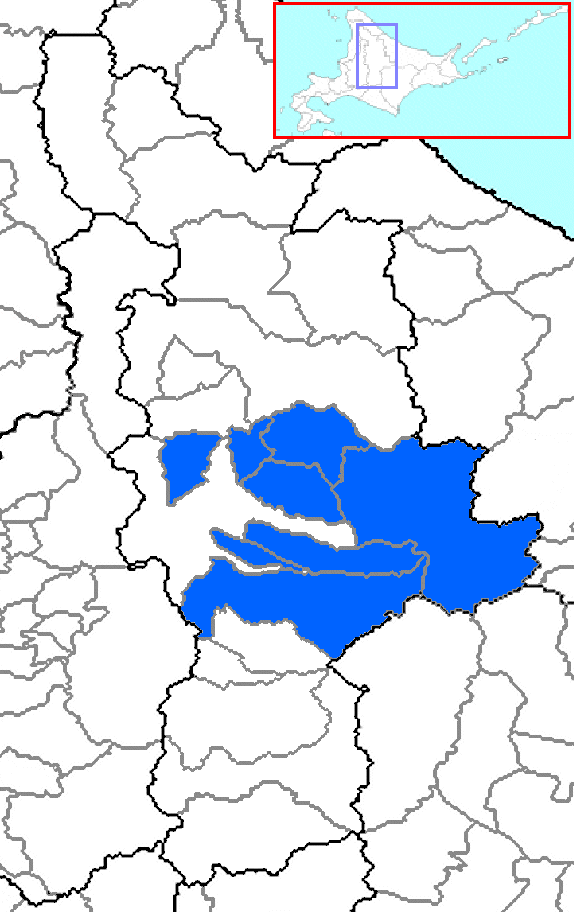
Emplacement du district de Kamikawa dans la sous-préfecture de Kamikawa.

Le district de Kamikawa (上川郡, Kamikawa-gun) est un district de la sous-préfecture de Kamikawa sur l'île de Hokkaidō au Japon.

## Géographie

### Situation
Le district de Kamikawa est situé dans la partie sud de la sous-préfecture de Kamikawa, au sud de la ville de Shibetsu, au Japon. Pour ne pas le confondre avec les deux autres districts du même nom de l'île de Hokkaidō, le nom de l'ancienne province à laquelle il appartenait est précisé : district de Kamikawa Ishikari (en référence au fleuve Ishikari).

### Démographie
Au 1er avril 2015, la population du district de Kamikawa était estimée à 53 788 habitants répartis sur une superficie de 2 723,4 km2 (densité de population de 20 hab./km2).

### Municipalités du district
- Aibetsu
- Biei
- Higashikagura
- Higashikawa
- Kamikawa
- Pippu
- Takasu
- Tōma

## Histoire
En 1869, après la fin de la guerre civile de Boshin, le bureau de colonisation de Hokkaidō, organisme du gouvernement de Meiji chargé du développement de l'ensemble des territoires situés au nord de l'île principale du Japon, Honshū, effectue un redécoupage administratif de l'île de Hokkaidō en créant 11 provinces, elles-mêmes découpées pour former 86 districts. Le district de Kamikawa est créé dans la nouvelle province d'Ishikari. La réalité administrative de la nouvelle entité juridique ne débute cependant qu'en 1879 avec le découpage des districts en bourgs et villes.